# Kościół San Zeno w Pizie
Kościół San Zeno (pol. kościół św. Zenona, znany także jako abbazia di San Zeno – opactwo św. Zenona) – były rzymskokatolicki kościół w Pizie, zbudowany w X–XII wieku, w XV stuleciu przebudowany, a w 1809 roku zdesakralizowany. Po długotrwałych pracach konserwatorskich otwarty w 2000 roku. Wykorzystywany obecnie jako sala wystawowa lub koncertowa.

## Historia
Kościół San Zeno jest starszy niż Piazza dei Miracoli. Pierwsze wzmianki o nim pochodzą z 1029 roku. Położony w pobliżu Piazza Santa Caterina, na obszarze znanym w średniowieczu jako „alle grotte” (przy jaskiniach), a to z powodu zachowanych tam, starszych budowli, wykorzystywanych jako źródło zaopatrzenia w materiały budowlane. Za kościołem znajduje się starożytna Porta San Zeno (Brama św. Zenona), w XIII wieku znana także jako Porta Monetaria (Brama Mennicza), ponieważ znajduje się w pobliżu średniowiecznej mennicy. 
Kościół wchodził początkowo w skład opactwa benedyktynów, którego budowę rozpoczęto przed X wiekiem. Wykopaliska prowadzone w latach 60. XX wieku ujawniły czworoboczną strukturę podzieloną na 3 nawy, zamknięte odpowiednio 3 apsydami. Wyższe partie świątyni pochodzą z XII wieku. Kościół znalazł się następnie w obrębie klasztoru kamedułów, a na początku XV wieku uległ całkowitej przebudowie. W 1809 roku przestał pełnić funkcję sakralną.
Po długich pracach konserwatorskich został ponownie otwarty w październiku 2000 roku. W średniowiecznym budynku organizowane są wystawy sztuki współczesnej i koncerty muzyczne. W celu przywrócenia kościołowi pełni jego funkcji opracowano w 2015 roku projekt jego renowacji, sfinansowany przez Fondazione Pisa (Fundację Pizy) i Gminę Piza. Chodziło zwłaszcza o wykonanie nowego dachu, aby zapobiec przedostawaniu się wody do wnętrza. Niezbędna była także wymiana instalacji wewnętrznych. Wykonanie tych prac umożliwi wznowienie w kościele spektakli i imprez kulturalnych.

## Architektura
Różnorodność stylów architektonicznych kościoła widoczna jest w jego fasadzie. W przyziemiu znajduje się portyk, ozdobiony motywami geometrycznymi w stylu romańskim. Pierwszą kondygnację, położoną ponad portykiem, wypełniają biforia umieszczone w ślepych arkadach, również ozdobione motywami w stylu romańskim. Drugą kondygnację wypełnia duży, okrągły otwór, zwieńczony herbem arcybiskupa Pizy. 

## Wnętrze
Wnętrze przedstawia plan bazyliki z trzema nawami, przedzielonymi rzędami kolumnami z antycznymi kapitelami. Do wystroju użyto marmuru i kamienia. Wnętrze  jest asymetryczne, podobnie jak świątynia na zewnątrz. Łuki mają różne rozmiary i prezentują różne style (łuki półkoliste i ostrołuki). Zachowały się ślady pierwotnej budowli, wzniesionej między X i XII wiekiem.

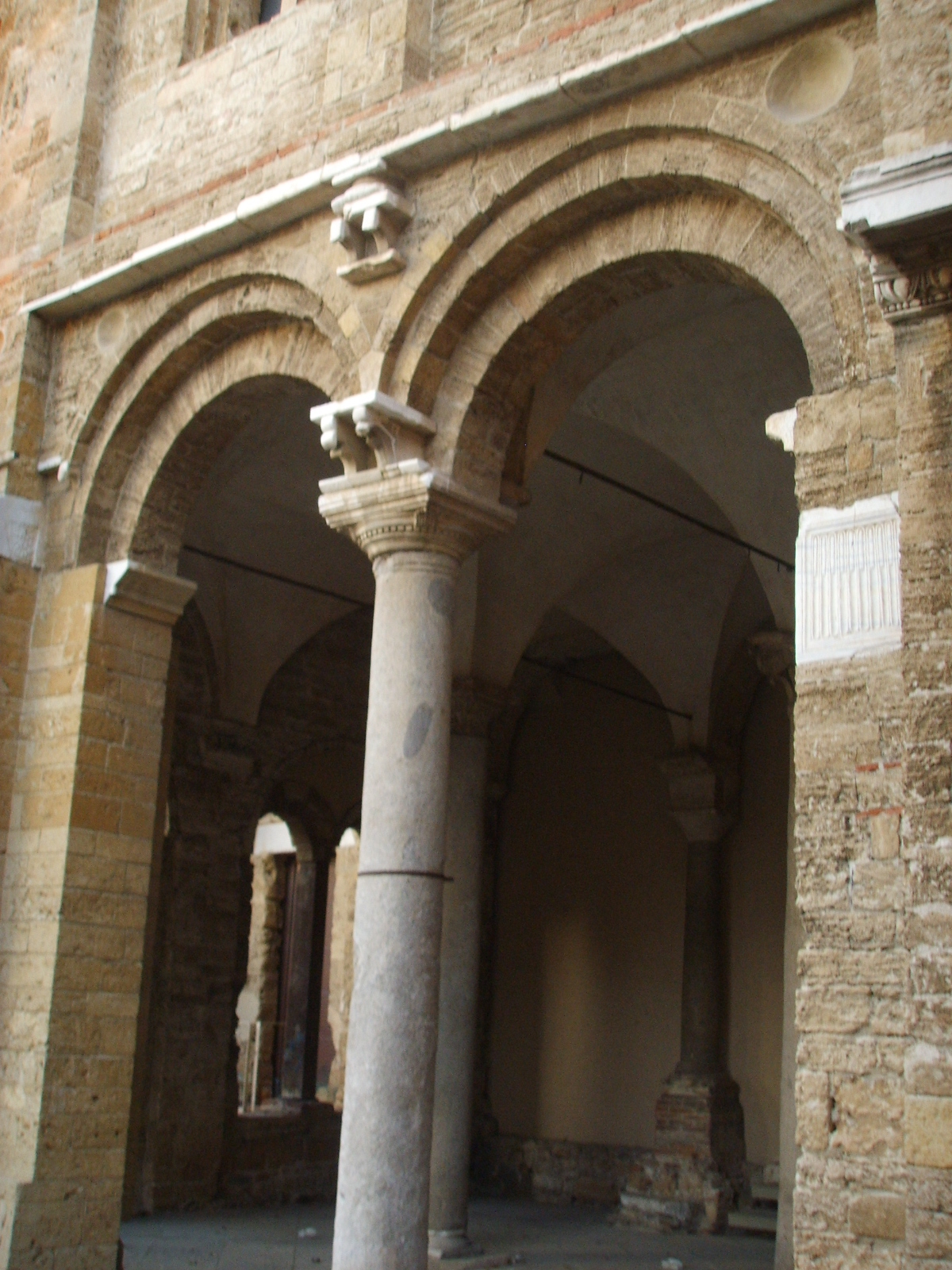
Portyk
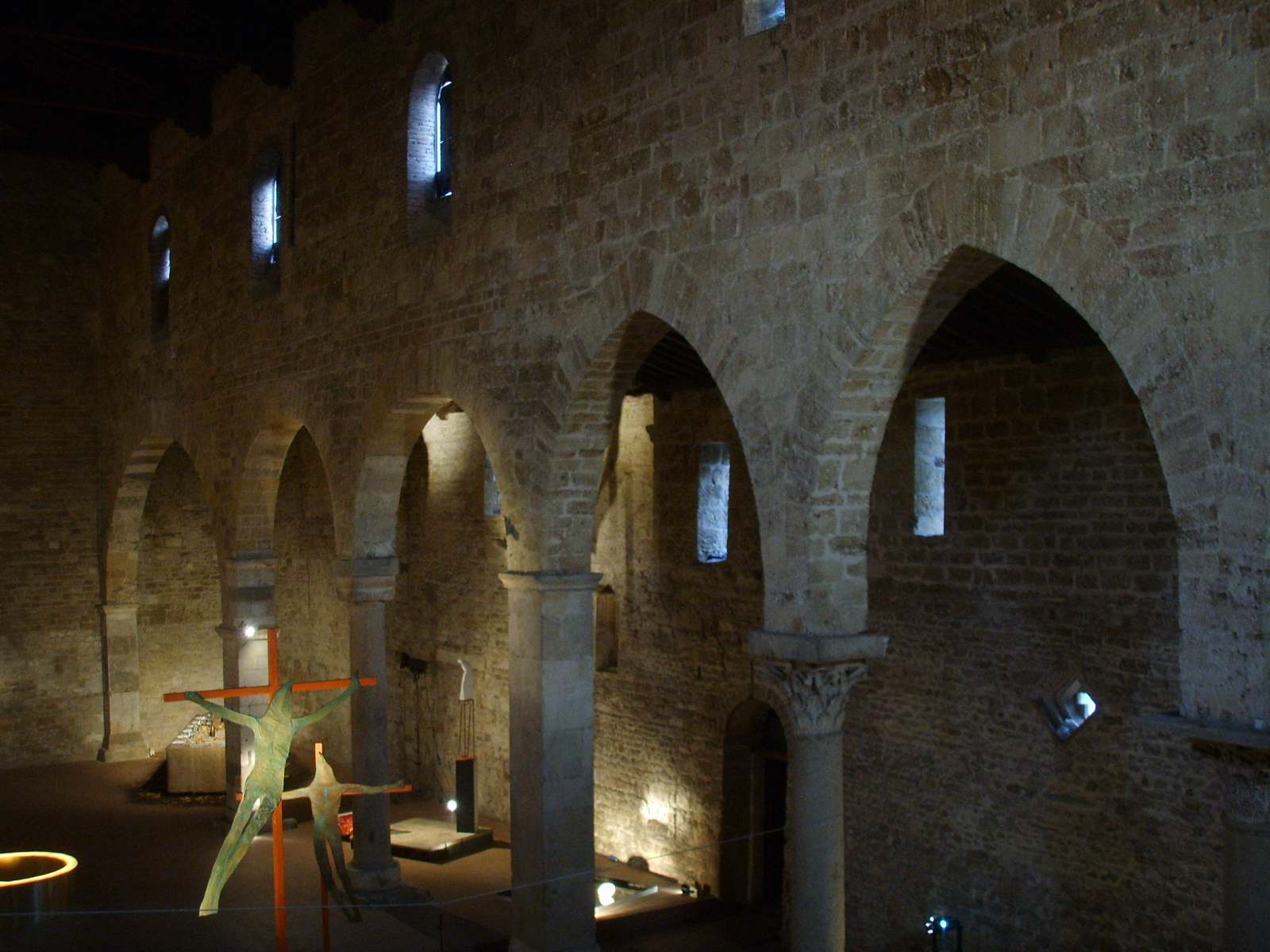
Wnętrze – widok w kierunku prawej nawy
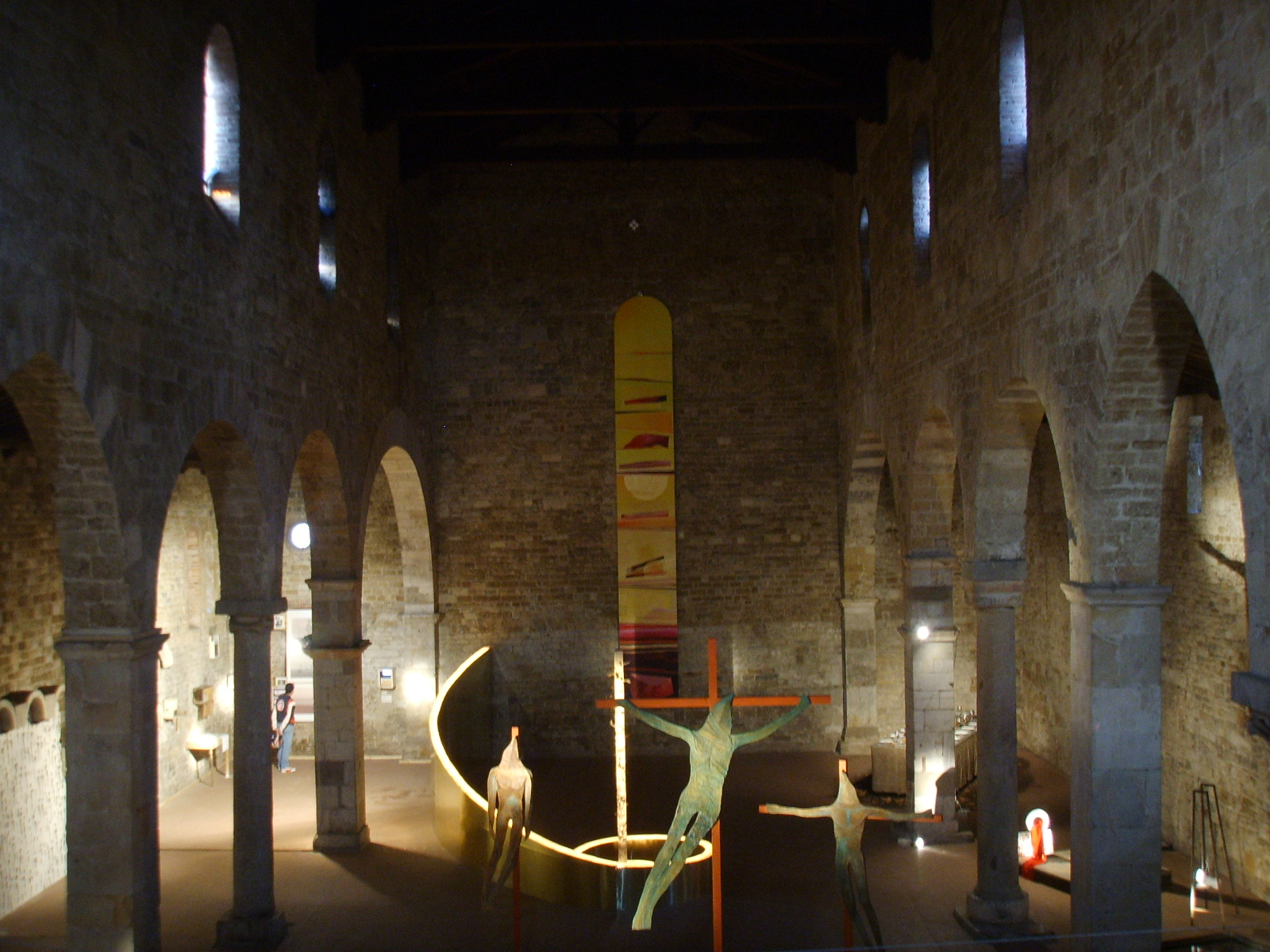
Wnętrze – nawa środkowa